# Harley-Davidson RR

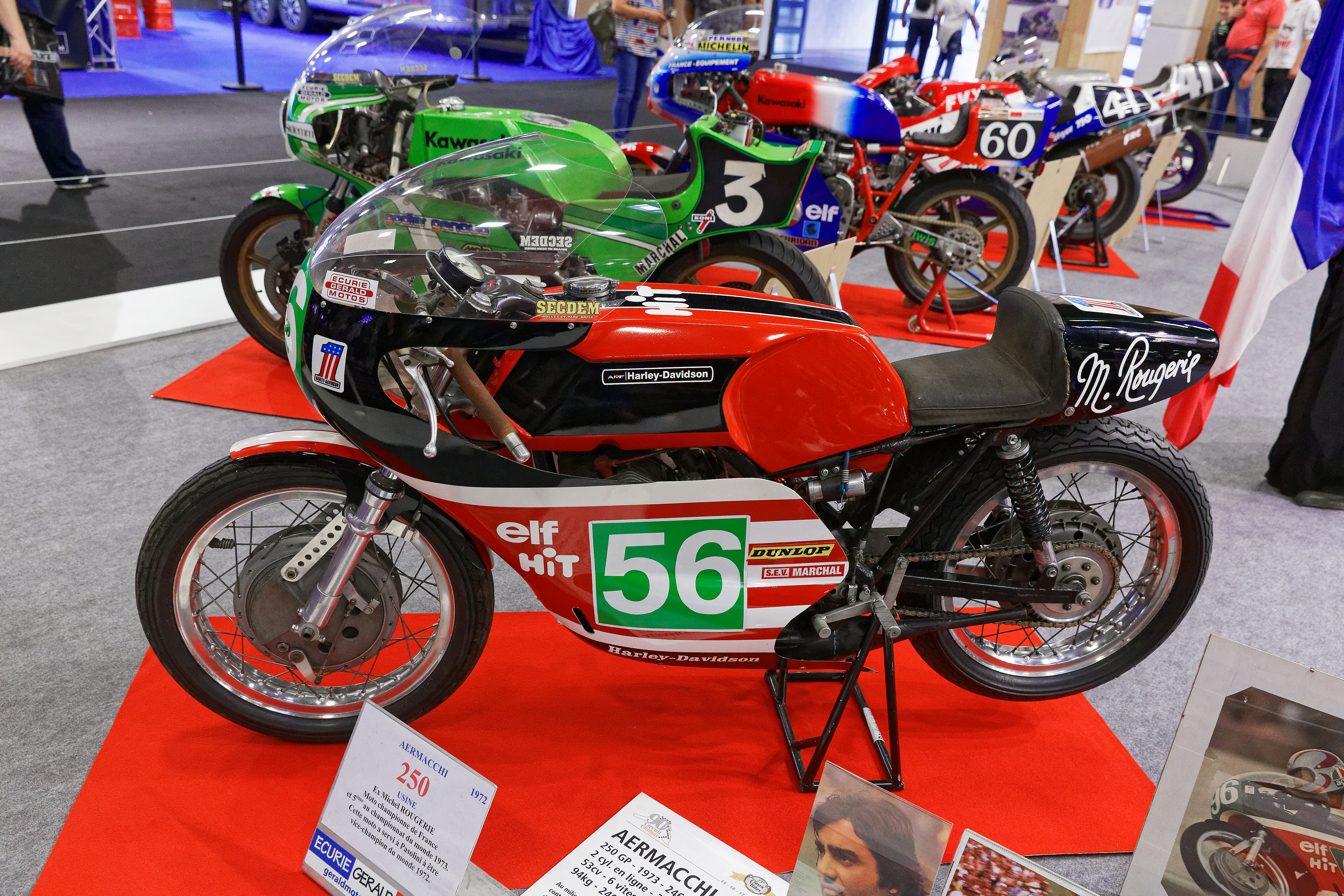
Harley-Davidson RR 250, wie sie 1972 von Michel Rougerie (FRA) gefahren wurde

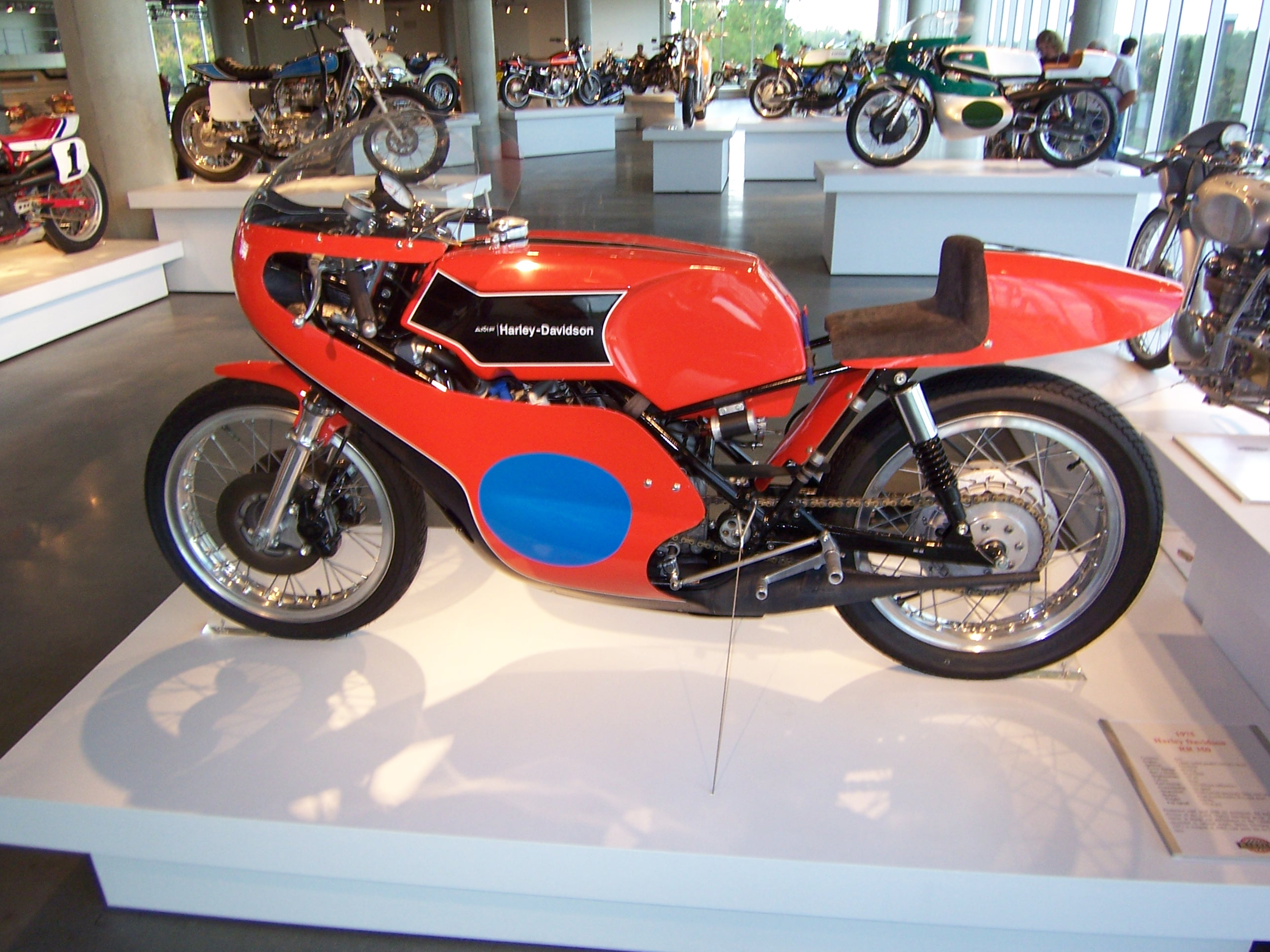
Harley-Davidson RR 350 aus dem Jahr 1975

Harley-Davidson RR ist die Bezeichnung zweier Rennmaschinen, die aus einer Unternehmenskooperation von Aeronautica Macchi und Harley-Davidson (die unter dem Namen Aermacchi-Harley-Davidson firmierte) entstanden. Die Maschinen hatten einen Hubraum von 250 und 350 cm³ und traten in den jeweiligen Klassen der Motorradweltmeisterschaft an.

## Hintergrund
Schon kurz nach dem Zusammenschluss 1960 engagierte sich der neu entstandene Hersteller in verschiedenen Kategorien des Motorradsports. In dieser Epoche kamen auf der Rundstrecke die Aermacchi Ala d’Oro mit ihren Einzylinder-Viertaktmotoren in verschiedenen Hubraumgrößen (175, 250 und 350 cm³) zum Einsatz. In der 500er-Klasse trat das Werksteam mit einer in Zusammenarbeit mit Rickman gebauten und auf 408 cm³ aufgebohrten 350er Ala d’Oro an.
Während all diese Maschinen mit dem liegenden Einzylinder-Viertaktmotor ausgestattet waren, wurden parallel dazu ab 1967 erste Erfahrungen mit der „Aletta“ (italienisch für „Flügelchen“) gesammelt, einem Einzylinder-Zweitakter mit 125 cm³, der etwa 20 PS leistete und Spitzengeschwindigkeiten von bis zu 160 km/h ermöglichte.

## Entwicklung
Als Antwort auf die Herausforderung durch die Yamaha TD und die Yamaha TR begann 1971 die Entwicklung der Zweizylinder-Zweitakt-Rennmotoren mit 250 und 350 cm³ Hubraum, die bei Aermacchi von Chefingenieur William Soncini konstruiert wurden. Die erste 250-cm³-Harley-Davidson RR war mit 46 PS bei 11.000/min sehr schnell und wog nur 250 Pfund (ca. 113 kg). Nachdem Harley-Davidson 1972 nach dem Ausstieg von Aermacchi 100 % am Unternehmen hielt, finanzierte HD die weitere Rennentwicklung im Aermacchi-Werk, und die Rennmaschinen trugen das Harley-Davidson-Logo auf dem Tank. Mit diesen Zweitakt-Twins errang Harley-Davidson seine einzigen Grand-Prix-Siege und vier Weltmeisterschaften: die 250-cm³-Weltmeisterschaft 1974, 1975 und 1976 sowie die 350er-Weltmeisterschaft 1976, alle unter dem Fahrer Walter Villa.

## Erfolge

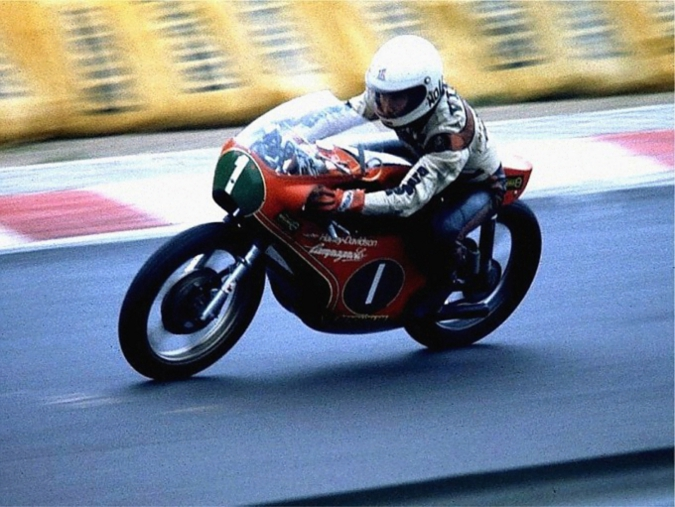
Walter Villa 1976 auf der 250er (mit der er in jenem Jahr Weltmeister wurde) beim GP von Deutschland auf dem Nürburgring

Die erzielten Titel der Harley-Davidson RR250 und Harley-Davidson RR350
- 1973 – Italienische 350-cm³-Meisterschaft (Renzo Pasolini)
- 1974 – 250-cm³-Weltmeisterschaft  (alle mit Walter Villa)
- 1975 – 250-cm³-Weltmeisterschaft
- 1975 – Italienische 250-cm³-Meisterschaft
- 1976 – 250-cm³-Weltmeisterschaft
- 1976 – 350-cm³-Weltmeisterschaft
- 1976 – Italienische 250-cm³-Meisterschaft
- 1976 – Italienische 350-cm³-Meisterschaft
- 1977 – Italienische 250-cm³-Meisterschaft (Franco Uncini)

## Sonstiges
Der mit Aermacchi entwickelte 250er-Motor wurde zwischen 1975 und 1977 von Harley Davidson auch in einem Fahrwerk von Bimota (der HDB2) eingesetzt und errang insgesamt 13 GP-Siege, z. B. 1976 in Mugello, Nürburgring, Le Mans – 1977 in Imola, Francorchamps, Brno.

## Technische Daten
| Harley-Davidson RR     | Harley-Davidson RR                                                            | Harley-Davidson RR                                                 |
|                        | RR 250                                                                        | RR 350                                                             |
| Motor                  | Motor                                                                         | Motor                                                              |
| ---------------------- | ----------------------------------------------------------------------------- | ------------------------------------------------------------------ |
| Bauart:                | Luftgekühlter Zweitakt-Twin,                                                  | Luftgekühlter Zweitakt-Twin, später: wassergekühlter Parallel-Twin |
| Hubraum:               | 246 cm³                                                                       | 347 cm³                                                            |
| Verdichtung:           | 12 : 1                                                                        | 12 : 1                                                             |
| Bohrung × Hub:         | 56 mm × 50 mm                                                                 | 68 mm × 50 mm                                                      |
| Vergaser:              | 30 mm Mikuni                                                                  | k. A.*                                                             |
| Antrieb                |                                                                               |                                                                    |
| Antrieb:               | 6-Gang-Getriebe, Trockenkupplung, Kette                                       | 6-Gang-Getriebe, Trockenkupplung, Kette                            |
|                        | Leistung                                                                      |                                                                    |
| Leistung:              | 49 PS (36,03 kW) bei 11.400/min (1972) 58 PS (43,00 kW) bei 12.0007min (1976) | 70 PS (52 kW) bei 11.400/min                                       |
| Drehmoment:            | 30,64 Nm bei 10.250/min                                                       | 43,8 Nm                                                            |
| Höchstgeschwindigkeit: | 233 km/h (145 mph)                                                            | k. A.                                                              |
| Rahmen und Maße        |                                                                               |                                                                    |
| Rahmen:                | Stahlrohr (Aermacchi)                                                         | Stahlrohr (Aermacchi)                                              |
| Radstand:              | 1250 mm                                                                       | 1250 mm                                                            |
| Gewicht:               | 112 kg                                                                        | 108–112 kg                                                         |
| Tankinhalt:            | 19 l                                                                          | 19 l                                                               |
| Verbrauch:             | k. A.                                                                         | k. A.                                                              |
| Fahrwerk vorn/hinten   |                                                                               |                                                                    |
| Radführung:            | 34 mm Ceriani-Teleskopgabel, Twin Girling hinten                              | 34 mm Ceriani-Teleskopgabel, Twin Girling hinten                   |
| Räder:                 | 3.00 × 18, 3.25 × 18                                                          | k. A.                                                              |
| Bremsen:               | 230 mm Ceriani/230 mm Ceriani                                                 | 230 mm Ceriani/230 mm Ceriani                                      |
| Reifen:                | k. A.                                                                         | k. A.                                                              |

*k. A = wird bei Vorliegen der Information nachgetragen